# Ronda Televisión
Ronda Televisión es una cadena local de televisión privada que emite en la ciudad de Ronda desde principios del año 2000. En esa época la única televisión local que había en Ronda era Canal Charry TV que se emite por cable y es de pago. Supuso una gran novedad tener una televisión en abierto que llega por ondas hasta fuera del casco urbano de Ronda. También supuso un avance importante la realización técnica y la calidad de la emisión.
Los estudios centrales estaban originalmente en la Plaza de los Descalzos. Tiempo después se han trasladado al Olivar de las Monjas.
Ronda Televisión emite contenidos de Próxima TV.

## Programación
La programación local se compone de informativos diarios de lunes a viernes, magazines de actualidad local, tertulias y programas de entrevistas. En Prime Time se emiten actualmente los siguientes espacios:
- Lunes: A Fondo[2] (Entrevistas a políticos)
- Martes: La Tertulia[3]
- Miércoles a viernes: Asómate a Ronda (Actualidad)

Los fines de semana se emiten resúmenes de las noticias más destacadas de la semana. Ocasionalmente se retransmiten en directo o en diferido eventos de interés como los plenos del Ayuntamiento y diversos actos de Fiestas Locales o de Semana Santa. El resto de la parrilla se completa con la programación de Local Media.
La publicidad la forman spots de producción propia de distintos comercios y empresas de la zona.

## Datos Técnicos
- Sistema: Emisión por Ondas
- Emisión:
  - Tarifa: En abierto
  - Horas: 24 horas de emisión continua
- Alcance: Ronda y poblaciones colindantes